# Les Républicains
Les Républicains (česky Republikáni, anglicky Republicans) je francouzská středopravicová politická strana. Vznikla v květnu roku 2015 jako nástupnická strana Unie pro lidové hnutí (Union pour un Mouvement Populaire, UMP), které vzniklo v roce 2002 pod vedením bývalého francouzského prezidenta Jacquese Chiraca. V současnosti je společně s prezidentskou stranou La République en marche jednou z hlavních politických stran ve Francii. Les Républicains je členem Evropské lidové strany, Centristické demokratické internacionály a Mezinárodní demokratické unie.
Od září do prosince 2024 byl premiérem Francie člen Les Républicains Michel Barnier.

## Historie

### Změna názvu UMP a ustavující kongres
V listopadu 2014 byl předsedou Unie pro lidové hnutí zvolen bývalý francouzský prezident Nicolas Sarkozy. Ten následně podal generálními výboru návrh na změnu názvu strany na "Republikáni" (Les Républicains) a změnu stanov. Místopředsedkyně strany Nathalie Kosciusko-Morizet následně Sarkozymu a předsednictvu strany předložila návrh nových stanov. Nové stanovy mimo jiné umožňovaly volby předsedy departmentských organizací strany přímou volbou, ukončení politických proudů a dohadování členů volební nominaci.
Kritici Sarkozymu vyčítali název strany. Podle nich nebylo nelegální pojmenovat stranu "Republikáni", protože podle nich je republikánem každý francouzský občan, který hájí hodnoty a myšlenky Francouzské republiky, které pocházejí už z dob Francouzské revoluce. Takový termín je podle nich něco víc než jen název nějaké politické strany. Nový název byl předsednictvem přijat 5. května 2015 a po rozhodnutí soudu ve prospěch Sarkozyho schválen členy strany online 28. května 2015. Z celkové účasti 45,7% bylo 83,3% členů pro. Nové stanovy byly přijaty 96,3% hlasů a nové složení předsednictva 94,8%.
Změna názvu byla oficiálně přijata na ustavujícím kongresu nové strany 30. května 2015 v Paris Event Center v Paříži za účasti 10 000 aktivistů. Angela Merkelová, německá kancléřka a předsedkyně CDU, poslala kongresu gratulační dopis. Republikáni se tak stali legitimním nástupcem UMP a přední středopravicovou stranou ve Francii.
Organizace byla vyhlášena v prefektuře v Saône-et-Loire 9. dubna 2015. Na základě tohoto prohlášení má strana za cíl "Podporovat myšlenky pravice a středu, být otevřena všem, co si přejí stát se členy a diskutovat v duchu politické strany s republikánskými ideály ve Francii nebo mimo ni". Toto ustanovení bylo publikováno v Journal officiel de la République française 25. dubna 2015.

### Od roku 2016
3. července 2016 Nicolas Sarkozy oznámil, že tento rok rezignuje jako lídr strany, aby se mohl stát pravicovým kandidátem ve volbě prezidenta republiky 2017.  27. listopadu 2016 se prezidentským kandidátem strany stal bývalý premiér François Fillon, který zvítězil ve stranických primárních volbách.
V prvním kole prezidentských voleb 23. dubna 2017 se François Fillon umístil na třetím místě s 20% hlasů, tudíž nepostoupil do druhého kola. Následně ve své koncesní řeči podpořil ve druhém kole Emmanuela Macrona. Ve volbách do Národního shromáždění v červnu 2017 strana oslabila, když získala pouze 112 mandátů. Novým předsedou strany byl v prosinci 2017 zvolen Laurent Wauquiez.
Wauquiez rezignoval po porážce strany ve volbách do Evropského parlamentu v květnu 2019, kde strana získala pouze 8,48 % hlasů. Novým předsedou byl v říjnu 2019 zvolen Christian Jacob.
Do prezidentský voleb v roce 2022 strana postavila Valérii Pécresse, která v prvním kole získala 4,8 % hlasů. Ve volbách do Národního shromáždění v červnu 2022, kde strana kandidovala v koalici s Union des démocrates et indépendants, opět oslabila, když koalice získala 64 mandátů. Novým předsedou strany byl v prosinci 2022 zvolen Éric Ciotti.
Ve volbách do Evropského parlamentu v červnu 2024 strana získala 7,42 %. Následně byly rychle vyhlášeny volby do Národního shromáždění v červnu a červenci 2024. Do nich se předseda Ciotti rozhodl kandidovat s nacionalistickým Národním sdružením. To způsobilo ve straně rozkol, Ciotti byl odvolán a vyloučen ze strany. Obě rozhodnutí napadl u soudu. Ve volbách pak část kandidátů kandidovala pod hlavičkou Les Républicains a část v čele Ciottim s podporu Národního sdružení jako Union de l'extrême droite. První část získala 39 mandátů, druhá pak 17 mandátů. 
Dne 5. září 2024 byl premiérem Francie zvolen člen Les Républicains Michel Barnier.

## Volební výsledky

### Prezidentské volby
| Volby | Kandidát         | První kolo | První kolo | První kolo | Druhé kolo   | Druhé kolo   | Druhé kolo   |
| Volby | Kandidát         | Hlasy      | %          | #          | Hlasy        | %            | #            |
| ----- | ---------------- | ---------- | ---------- | ---------- | ------------ | ------------ | ------------ |
| 2017  | François Fillon  | 7 212 995  | 20.0▼      | 3.▼        | nepostoupil  | nepostoupil  | nepostoupil  |
| 2022  | Valérie Pécresse | 1 658 386  | 4.8▼       | 5.▼        | nepostoupila | nepostoupila | nepostoupila |

### Volby do Národního shromáždění
| Volby | První kolo | První kolo | Druhé kolo | Druhé kolo | Mandáty | Mandáty | Pozice | Postavení |
| Volby | Hlasy      | %          | Hlasy      | %          | Počet   | ±       | Pozice | Postavení |
| ----- | ---------- | ---------- | ---------- | ---------- | ------- | ------- | ------ | --------- |
| 2017  | 3 573 427  | 15.8       | 4 040 203  | 22.2       | 112/577 | ▼82     | ▬2.    | Opozice   |
| 2022  | 2 370 440  | 10.4       | 1 447 838  | 7.0        | 61/577  | ▼51     | ▼4.    | Opozice   |
| 2024  | 2 106 166  | 6.6        | 1 474 721  | 5.4        | 39/577  | ▼22     | ▬4.    |           |

### Volby do Evropského parlamentu
| Volby | Hlasy     | Hlasy | Mandáty | Mandáty | Pozice |
| Volby | Počet     | %     | Počet   | ±       | Pozice |
| ----- | --------- | ----- | ------- | ------- | ------ |
| 2019  | 1 920 407 | 8.5   | 7/79    | ▼13     | ▼4.    |
| 2024  | 1 783 965 | 7.3   | 6/81    | ▼1      | ▼5.    |